# Торацо (Бјела)
Торацо (итал. Torrazzo) је насеље у Италији у округу Бијела, региону Пијемонт.
Према процени из 2011. у насељу је живело 161 становника. Насеље се налази на надморској висини од 620 м.

## Становништво
Према резултатима пописа становништва 2011. у општини је живело 224 становника.
| 1936. | 1951. | 1961. | 1971. | 1981. | 1991. | 2001. | 2011. |
| ----- | ----- | ----- | ----- | ----- | ----- | ----- | ----- |
| 462   | 373   | 325   | 256   | 225   | 195   | 188   | 224   |